# Округ Кент (Роуд Ајланд)
Округ Кент (енгл. Kent County) је округ у америчкој савезној држави Роуд Ајланд.

## Демографија
По попису из 2010. године број становника је 166.158, што је 932 (-0,6%) становника мање него 2000. године.
| Група             | 2000.           | 2010.           |
| Белци             | 158.086 (94,6%) | 152.141 (91,6%) |
| Афроамериканци    | 1.558 (0,9%)    | 2.405 (1,4%)    |
| Азијати           | 2.241 (1,3%)    | 3.378 (2,0%)    |
| Хиспаноамериканци | 2.827 (1,7%)    | 5.309 (3,2%)    |
| Укупно            | 167.090         | 166.158         |